# Iperone (fisica)

Le combinazioni di tre quark up, down o strange con spin totale pari a 3/2 formano il cosiddetto decupletto barionico. I sei in basso sono iperoni.

In fisica delle particelle, un iperone è un barione che contiene al suo interno il quark strange ma non il charm, il top e il bottom.
Gli iperoni furono osservati per la prima volta nel 1947 da Rochester e Butler, studiando i raggi cosmici, e in seguito sono stati prodotti negli acceleratori di particelle: ad esempio ai laboratori di Frascati si producono nuclei atomici con un Λ0 al posto di un neutrone.

## Tavola degli iperoni
| Particella      | Simbolo  | Composizione | Massa a riposo (MeV/c2) | Isospin | Spin(Parità) JP | Q  | S  | C | B' | Vita media (s) | Decade solitamente in         |
| --------------- | -------- | ------------ | ----------------------- | ------- | --------------- | -- | -- | - | -- | -------------- | ----------------------------- |
| Barione lambda  | Λ0       | uds          | 1 115,683(6)            | 0       | 1/2+            | 0  | −1 | 0 | 0  | 2,60−10        | p+ + π− or n0 + π0            |
| Barione sigma   | Σ+       | us           | 1 189,37(0,7)           | 1       | 1/2+            | +1 | −1 | 0 | 0  | 8,018±0,026−11 | p+ + π0 or n0 + π+            |
| Barione sigma   | Σ0       | uds          | 1 192,642(24)           | 1       | 1/2+            | 0  | −1 | 0 | 0  | 7,4±0,7−20     | Λ0 + γ                        |
| Barione sigma   | Σ−       | ds           | 1 197,449(30)           | 1       | 1/2+            | −1 | −1 | 0 | 0  | 1,479±0,011−10 | n0 + π−                       |
| Risonanza sigma | Σ+(1385) | us           | 1 382,8(4)              | 1       | 3/2+            | +1 | −1 | 0 | 0  |                | Λ + π or Σ + π                |
| Risonanza sigma | Σ0(1385) | uds          | 1 383,7±1,0             | 1       | 3/2+            | 0  | −1 | 0 | 0  |                | Λ + π or Σ + π                |
| Risonanza sigma | Σ−(1385) | ds           | 1 387,2(5)              | 1       | 3/2+            | −1 | −1 | 0 | 0  |                | Λ + π or Σ + π                |
| Barione Xi      | Ξ0       | us           | 1 314,83(20)            | 1/2     | 1/2+            | 0  | −2 | 0 | 0  | 2,90±0,09−10   | Λ0 + π0                       |
| Barione Xi      | Ξ−       | ds           | 1 321,31(13)            | 1/2     | 1/2+            | −1 | −2 | 0 | 0  | 1,639±0,015−10 | Λ0 + π−                       |
| Risonanza Xi    | Ξ0(1530) | us           | 1 531,80(32)            | 1/2     | 3/2+            | 0  | −2 | 0 | 0  |                | Ξ + π                         |
| Risonanza Xi    | Ξ−(1530) | ds           | 1 535,0(6)              | 1/2     | 3/2+            | −1 | −2 | 0 | 0  |                | Ξ + π                         |
| Barione Omega   | Ω−       | s            | 1 672,45(29)            | 0       | 3/2+            | −1 | −3 | 0 | 0  | 8,21±0,11−11   | Λ0 + K− or Ξ0 + π− or Ξ− + π0 |

L'iperone {\displaystyle \Lambda ^{0}} è stato la prima evidenza sperimentale dell'esistenza del quark s.